# Campeonato Panamericano Juvenil de Hockey sobre césped femenino de 2010
El I Campeonato Panamericano Juvenil de Hockey sobre césped femenino de 2010 se celebró en Hermosillo (México) entre el 13 al 20 de febrero  de 2010. 
Otorgó dos plazas a los Juegos Olímpicos de la Juventud 2010. 
El formato de competición consistió en ocho equipos divididos en dos grupos de cuatro equipos cada uno, siendo los dos mejores de cada grupo los que avanzan a semifinales. Por su parte, los dos peores se disputan del quinto al octavo puesto. Luego de haberse llevado a cabo las semifinales, los ganadores de estas juegan la final y los perdedores el partido por la medalla de bronce. El campeón y el subcampeón clasificaron a los Juegos Olímpicos de la Juventud 2010.
Argentina fue el ganador tras ganarle en la final a Canadá por 6-1. Estados Unidos logró la medalla de bronce tras ganarle a Chile por 7-1.

## Grupos
| Grupo A   | Grupo B        |
| --------- | -------------- |
| Argentina | Bermudas       |
| Canadá    | Chile          |
| México    | Uruguay        |
| Paraguay  | Estados Unidos |

## Primera fase

### Grupo A
| Equipo    | J | G | E | P | GF | GC | DG  | PTS |
| --------- | - | - | - | - | -- | -- | --- | --- |
| Argentina | 3 | 3 | 0 | 0 | 29 | 1  | +28 | 9   |
| Canadá    | 3 | 2 | 0 | 1 | 25 | 6  | +19 | 6   |
| México    | 3 | 1 | 0 | 2 | 3  | 25 | -22 | 3   |
| Paraguay  | 3 | 0 | 0 | 3 | 0  | 25 | -25 | 0   |

- Resultados

| Fecha | Hora¹ | Partido   | Partido | Partido   | Resultado |
| ----- | ----- | --------- | ------- | --------- | --------- |
| 13.03 | 12:05 | Argentina | -       | México    | 13-0      |
| 13.03 | 14:05 | Canadá    | -       | Paraguay  | 12-0      |
| 14.03 | 12:05 | México    | -       | Paraguay  | 2-0       |
| 14.03 | 14:05 | Canadá    | -       | Argentina | 1-5       |
| 16.03 | 13:05 | Argentina | -       | Paraguay  | 11-0      |
| 16.03 | 15:05 | México    | -       | Canadá    | 1-12      |

### Grupo B
| Equipo         | J | G | E | P | GF | GC | DG  | PTS |
| -------------- | - | - | - | - | -- | -- | --- | --- |
| Chile          | 3 | 2 | 0 | 1 | 19 | 3  | +16 | 6   |
| Estados Unidos | 3 | 2 | 0 | 1 | 14 | 4  | +10 | 6   |
| Uruguay        | 3 | 2 | 0 | 1 | 13 | 3  | +10 | 6   |
| Bermudas       | 3 | 0 | 0 | 3 | 0  | 36 | -36 | 0   |

- Resultados

| Fecha | Hora¹ | Partido        | Partido | Partido        | Resultado |
| ----- | ----- | -------------- | ------- | -------------- | --------- |
| 13.03 | 16:05 | Estados Unidos | -       | Bermudas       | 11-0      |
| 13.03 | 18:05 | Chile          | -       | Uruguay        | 0-3       |
| 14.03 | 16:05 | Chile          | -       | Estados Unidos | 2-0       |
| 14.03 | 18:05 | Bermudas       | -       | Uruguay        | 0-8       |
| 16.03 | 17:05 | Bermudas       | -       | Chile          | 0-17      |
| 16.03 | 19:05 | Estados Unidos | -       | Uruguay        | 3-2       |

### 5 al 8 Puesto
| Fecha | Hora¹ | Partido | Partido | Partido  | Resultado |
| ----- | ----- | ------- | ------- | -------- | --------- |
| 18.03 | 11:35 | México  | -       | Bermudas | 10-1      |
| 18.03 | 14:05 | Uruguay | -       | Paraguay | 6-0       |

### 7 Puesto
| Fecha | Hora¹ | Partido  | Partido | Partido  | Resultado    |
| ----- | ----- | -------- | ------- | -------- | ------------ |
| 20.03 | 09:05 | Bermudas | -       | Paraguay | 1-1 (1-4 ps) |

### 5 Puesto
| Fecha | Hora¹ | Partido | Partido | Partido | Resultado |
| ----- | ----- | ------- | ------- | ------- | --------- |
| 20.03 | 11:35 | México  | -       | Uruguay | 0-3       |

## Segunda fase

### Semifinales
| Fecha | Hora¹ | Partido   | Partido | Partido        | Resultado |
| ----- | ----- | --------- | ------- | -------------- | --------- |
| 18.03 | 16:35 | Chile     | -       | Canadá         | 1-4       |
| 18.03 | 19:05 | Argentina | -       | Estados Unidos | 3-1       |

### 3 Puesto
| Fecha | Hora¹ | Partido | Partido | Partido        | Resultado |
| ----- | ----- | ------- | ------- | -------------- | --------- |
| 20.03 | 14:05 | Chile   | -       | Estados Unidos | 1-7       |

### Final
| Fecha | Hora¹ | Partido | Partido | Partido   | Resultado |
| ----- | ----- | ------- | ------- | --------- | --------- |
| 20.03 | 16:35 | Canadá  | -       | Argentina | 1-6       |

| Campeón del Campeonato Panamericano Juvenil 2010 |
| ------------------------------------------------ |
| Argentina Primer Título                          |

### Clasificación general
1. Argentina
2. Canadá
3. Estados Unidos
4. Chile
5. Uruguay
6. México
7. Paraguay
8. Bermudas

## Clasificados a los Juegos Olímpicos de la Juventud 2010
| Bandera de Argentina | Bandera de Canadá |
| Argentina            | Canadá            |
| -------------------- | ----------------- |